# Патке ронилице
Патке ронилице (лат. Aythyinae) су потпородица породице пловке (лат. Anatidae) из реда пловуша (лат. Anseriformes). Патке ронилице су друштвене птице карактеристичне по томе што плен лове ронећи.

## Сличности са правим паткама
Патке ронилице (Aythyinae) су морфолошки блиске правим паткама (Anatinae), али између њих постоје и неке изражене разлике, као што је разлика у структури њихових душника. Анализе митохондријалне ДНК указују на то да су патке ронилице и праве патке прилично међусобно удаљене, а да су спољашње сличности последица конвергентне еволуције.
Патке ронилице лошије ходају на копну у односу на праве патке, јер су им ноге смештене ближе задњем делу тела, што им помаже при пливању под водом. Добре су летачице, али теже полећу са површине воде.

## Распрострањеност
Већина врста из потпородице патке ронилице насељава северну земљину полулопту. Међу најпознатијим врстама патака са северне полулопте налазе се многе врсте из ове потпородице.
Углавном насељавају слатководна станишта, а врста морска црнка (Aythya marila) током зиме насељава морске обале. Северне врсте су птице селице, док су јужне врсте птице станарице, али тврдоглавка (Aythya australis) се у случају појаве великих количина падавина сели, при чему прелази велике раздаљине.

## Име
Име потпородице потиче од тога што већина њених врста до хране долази роњењем, иако се врсте из рода (Netta) хране слично правим паткама.

## Систематика
Потпородица укључује три рода, Marmaronetta, Netta и Aythya.
Мраморка (Marmaronetta angustirostris) која је једина врста из рода мраморке (Marmaronetta), се веома разликује од осталих врста из потпородице, а могуће је и да је настала пре раздвајања патака ронилица и правих патака, што се може закључити на основу њених морфолошких и молекуларних карактеристика.

### Родови и врсте
- Родови и врсте који припадају потпородици патке ронилице (Aythyinae):
  - Род мраморке (Marmaronett)
    - Мраморка (Marmaronetta angustirostris)

  - Род Netta
    - Превез (Netta rufina)
    - Црвеноока патка (Netta erythrophthalma)
    - Ружичастокљуна патка (Netta peposaca)

  - Род патке њорке (Aythya)
    - Црнокљуна риђоглава патка (Aythya valisineria)[3]
    - Риђоглава патка (Aythya ferina)[3]
    - Америчка риђоглава патка (Aythya americana)[3]
    - Америчка ћубаста патка (Aythya collaris)[3]
    - Тврдоглавка (Aythya australis)
    - Баерова патка (Aythya baeri)
    - Патка њорка (Aythya nyroca)[3]
    - Мадагаскарска патка њорка (Aythya innotata)[4]
    - Реинионска патка њорка (Aythya cf. innotata)[5]
    - Новозеландска патка (Aythya novaeseelandiae)
    - Ћубаста патка (Aythya fuligula)[3]
    - Морска црнка (Aythya marila)[3]
    - Мала морска црнка (Aythya affinis)[3]

### Aythyinae или Anatinae
Предложено је да ружичастоглава патка (Rhodonessa caryophyllacea) која је вероватно изумрла око 1945, а која је раније смештана у монотипични род Rhodonessa, припада роду Netta, али ово становиште је доведено у питање. Анализе ДНК, које би решиле овај проблем нису вршене, због недостатка материјала за анализу. Није сигурно да ли припада паткама ронилицама или припада правим паткама од којих се можда рано развила у посебну врсту.
Молекуларне анализе сугеришу да би белокрила патка (Asarcornis scutulata), која је тренутно смештена у потпородицу праве патке и монотипични род Asarcornis, који је близак роду Aythya, можда требало да буде премештена у потпородицу патке ронилице.